# Hubert Jedin
Hubert Jedin (* 17. Juni 1900 in Groß Briesen bei Friedewalde, Provinz Schlesien; † 16. Juli 1980 in Bonn) war ein deutscher katholischer Kirchenhistoriker.

## Leben
Hubert Jedin, der Sohn eines Lehrers, genoss eine humanistische Bildung. Er legte das Abitur in Neisse ab. Anschließend studierte er ab 1918 Theologie und Geschichte in München, Freiburg im Breisgau und Breslau, wo er 1924 zum Priester geweiht wurde. Seine wichtigsten akademischen Lehrer waren Heinrich Finke und Bernhard Geyer. 1925 wurde er in Breslau bei dem bekannten Kirchenhistoriker Franz Xaver Seppelt promoviert. 1930 habilitierte er sich mit einer Biographie des Kardinals Girolamo Seripando. Diese Arbeit entstand während eines Studienaufenthalts in Rom von 1926 bis 1930. Jedin war Kaplan am Campo Santo Teutonico, dann Stipendiat der Görres-Gesellschaft.

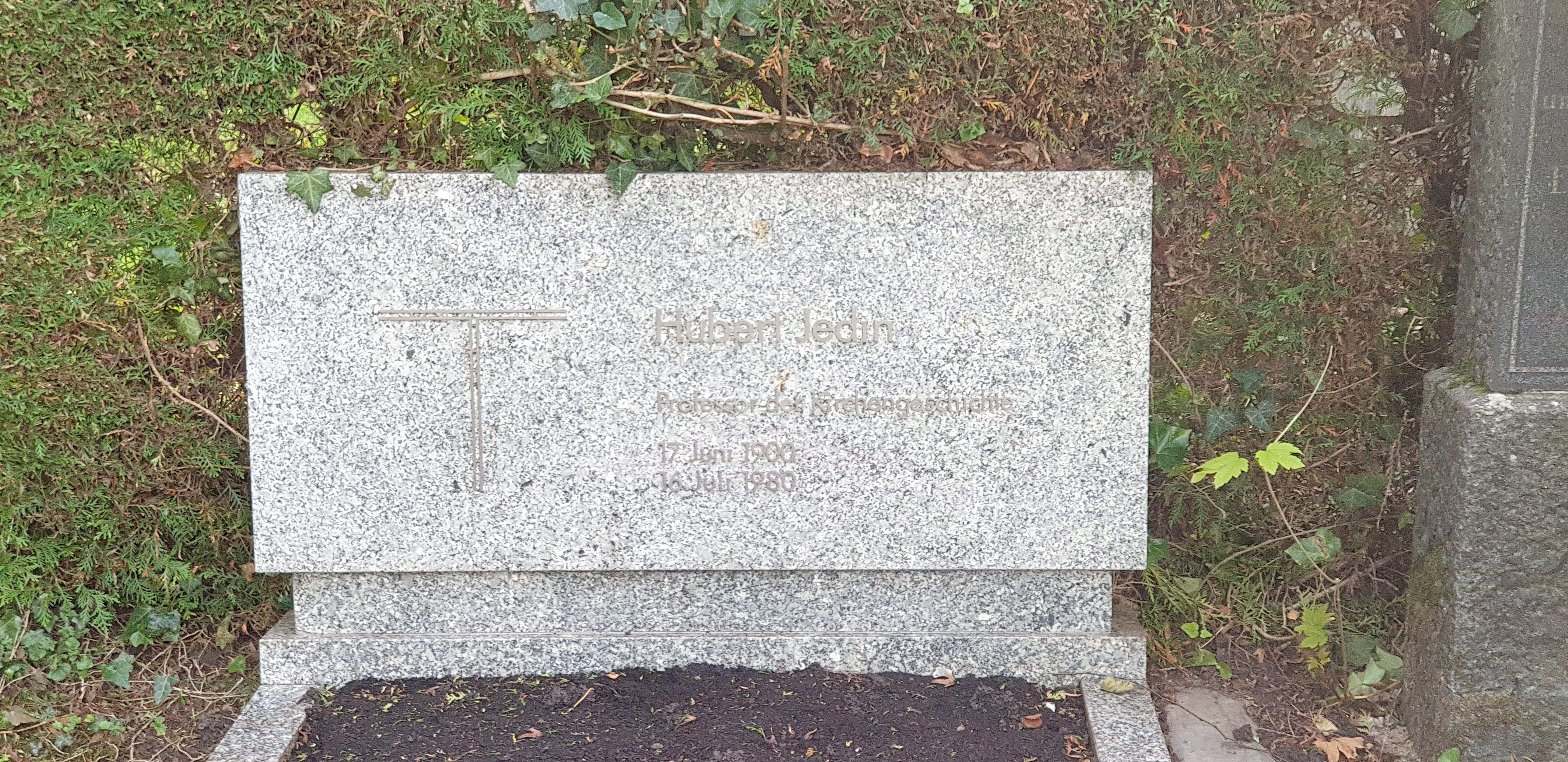
Grab Hubert Jedins auf dem Poppelsdorfer Friedhof

Bis 1933 lehrte er als Privatdozent an der Katholisch-theologischen Fakultät der Universität Breslau, dann wurde ihm von den Nationalsozialisten die venia legendi entzogen, da seine Mutter jüdischer Abstammung war. Im Oktober 1933 ging er erneut nach Rom. 1936 berief ihn Kardinal Bertram zum Bistumsarchivar, die volle Einsetzung in dieses Amt wurde jedoch von der Regierung verhindert. Nach seiner vorübergehenden Verhaftung nach der Reichspogromnacht 1938 plante Jedin, nach Rom zurückzukehren, was ihm jedoch erst ein Jahr später möglich wurde. Dort widmete er sich, gefördert von Kardinal Giovanni Mercati, der Arbeit an der Geschichte und an der Edition der Akten des Konzils von Trient. Während seiner römischen Jahre stand er in enger Verbindung mit den ebenfalls aus Deutschland stammenden Kirchenhistorikern Karl August Fink, Hermann Hoberg und Friedrich Kempf. Als die Wehrmacht am 8. September 1943 Rom besetzte und am 4. Juni 1944 westalliierte Truppen die Stadt rückeroberten, konnte Jedin den Vatikan nicht verlassen.
1946 wurde er Honorarprofessor für Kirchengeschichte an der Katholischen Theologischen Fakultät der Universität Bonn.

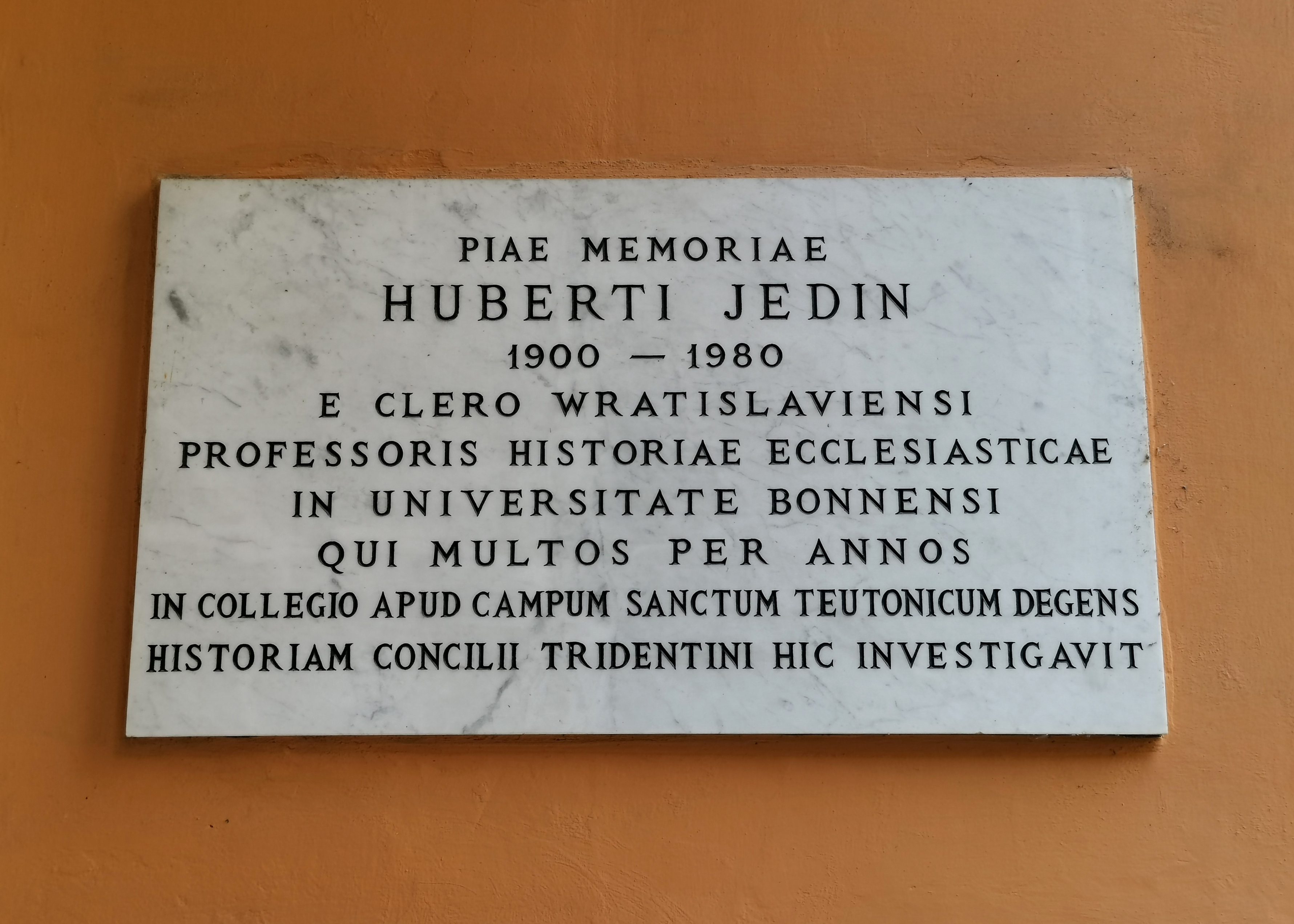
Gedenktafel auf dem Campo Santo Teutonico, Rom

In Stille Post – Eine andere Familiengeschichte von Christina von Braun wird auf eine Beziehung 1948/49 zwischen Hildegard von Braun geb. Margis und Hubert Jedin hingewiesen, die im Vatikan wie in Deutschland bekannt wurde. Frau von Braun wohnte in der Zeit als Frau des Diplomaten im Vatikan, Sigismund von Braun, mit ihren Kindern in einer provisorischen Wohnung im Palazzo della Canonica, direkt neben dem Petersdom mit Blick auf die Vatikanischen Gärten. Der Umstand ist deswegen erwähnenswert, weil Jedin ein ausdrücklicher Befürworter des Zölibats wurde.
1949 nahm er den Ruf auf ein Extraordinariat in Bonn an und kehrte nach Deutschland zurück. 1951 wurde er zum ordentlichen Professor für mittlere und neuere Kirchengeschichte ernannt, 1965 emeritiert. Am Zweiten Vatikanischen Konzil von 1962 bis 1965 nahm Jedin als sogenannter Peritus, das heißt als beratender Theologe teil, nachdem er vor dessen Eröffnung einer vorbereitenden Kommission angehört hatte. 
1973 wurde auf Initiative des Istituto Trentino di Cultura von Hubert Jedin und Paolo Prodi das Italienisch-deutsche historische Institut (Isig) gegründet.
Das Tagebuch von Hubert Jedin befand sich im Besitz von Konrad Repgen, der 1984 einen von Jedin hauptsächlich zwischen 1960 und 1975 verfassten „Lebensbericht“ herausgegeben hatte. Hubert Jedin starb am 16. Juli 1980 in Bonn und wurde auf dem Friedhof in Bonn-Poppelsdorf beigesetzt. Auf Veranlassung des Kirchenhistorikers Erwin Gatz wurde auf dem Friedhof Campo Santo Teutonico in Rom eine Gedenktafel angebracht.

## Wirken
Seine bedeutendsten wissenschaftlichen Leistungen sind eine vierbändige (in 5 Teilbänden) Geschichte des Konzils von Trient und die Herausgabe und Mitautorenschaft des mehrbändigen Handbuches der Kirchengeschichte, das bis heute Standardwerk für diese Disziplin geblieben ist. Jedin gilt als einer der herausragendsten Kirchenhistoriker des 20. Jahrhunderts, sowohl wegen der Breite seines wissenschaftlichen Forschungsgebietes, wie auch wegen seiner Gabe als Wissenschaftsorganisator. Dem breiten Publikum wurde Jedin durch seine Kleine Konziliengeschichte bekannt, mit der er ein Standardwerk zum Einstieg in die Geschichte der Konzilien der Katholischen Kirche geschaffen hat.
Hubert Jedin hat sich bei seinen Forschungen unter anderem auch mit der Periodisierung und Begriffsbildung befasst. Wilhelm Maurenbrecher ersetzte den Epochenbegriff „Gegenreformation“ mit „katholische Reformation“, womit eben die Phase der innerkirchlichen katholischen Erneuerungsbewegung nach der Reformation gemeint war. Hubert Jedin (Katholische Reformation oder Gegenreformation. Ein Versuch zur Klärung der Begriffe nebst einer Jubiläumsbetrachtung über das Trienter Konzil, Luzern 1946) ersetzt nun den Begriff „katholische Reformation“ aufgrund einer Rezension von Hermann Baumgarten zu Maurenbrechers Hauptwerk von 1880 und eigenen Studien mit „katholische Reform“. Der Begriff von Jedin setzte sich nicht vorbehaltlos durch, vielmehr wird weiterhin von „Reformation-katholische Reform-Gegenreformation“ gesprochen. Der Periodisierungsbegriff Jedins wurde zunehmend durch den Begriff „Zeitalter der Konfessionalisierung“ von Wolfgang Reinhard und Ernst Walter Zeeden (1916–2011) verdrängt. Wobei dieser Begriff inzwischen die Epoche vom 16. bis 18. Jahrhundert umfasst und damit für die Phase zwischen Reformation und Abschluss des Westfälischen Friedens kein wirklicher Ersatzbegriff für „Gegenreformation“ geschaffen wurde. Der Begriff der Konfessionalisierung schließt das Modernisierungsparadigma mit ein.
Jedin hat mehr als 700 Titel publiziert, darunter über vierzig Bücher und mehr als 250 Aufsätze. Weiterhin hat er zahlreiche Artikel in bedeutsamen theologischen und historischen Enzyklopädien verfasst. So enthält die zwischen 1957 und 1965 entstandene zweite Auflage des Lexikons für Theologie und Kirche 76 von Jedin verfasste Artikel. Zu Jedins akademischen Schülern gehörten August Franzen, Erwin Iserloh und Remigius Bäumer.

## Auszeichnungen und Ehrungen
Jedin wurde mehrfach mit Ehrendoktoraten (Universität Wien, Löwen, Köln) und weiteren Ehrungen ausgezeichnet. Unter anderem erhielt Jedin 1978 den Ehrenring der Görres-Gesellschaft. Seit 1967 war er korrespondierendes Mitglied der British Academy. 1968 wurde er zum auswärtigen Mitglied der Accademia Nazionale dei Lincei in Rom gewählt. Er war Mitglied der Historischen Kommission für Schlesien und des Päpstlichen Komitees für Geschichtswissenschaft. Für sein Wirken wurde er mit dem Verdienstorden der Bundesrepublik Deutschland (Großes Verdienstkreuz mit Stern) ausgezeichnet.

## Schriften (Auswahl)
- Lebensbericht. Mit einem Dokumentenanhang, hrsg. Konrad Repgen (= Veröffentlichungen der Kommission für Zeitgeschichte. Bd. 35). Matthias-Grünewald-Verlag, Mainz 1984, ISBN 3-7867-1086-4.
- Geschichte des Konzils von Trient. 5 Bände. Herder, Freiburg i. Br. 1949–1978.
- (Hrsg.) Handbuch der Kirchengeschichte. 7 Bände. Herder, Freiburg i. Br. 1962–1979.
- Kleine Konziliengeschichte. Die zwanzig Ökumenischen Konzilien im Rahmen der Kirchengeschichte. Herder, Freiburg i. Br. 1. Aufl. 1959. [Acht Auflagen als Herder-TB 51]
- Neuausgabe seit 1978 unter dem Titel Kleine Konziliengeschichte. Mit einem Bericht über das Zweite Vatikanische Konzil. Herder, Freiburg i. Br. 6. Auflage 1990, ISBN 3-451-18040-5.